# 博泰什蒂鄉
47°3′N 26°44′E / 47.050°N 26.733°E
博泰什蒂鄉（羅馬尼亞語：Comuna Botești, Neamț），是羅馬尼亞的鄉份，位於該國東北部，由尼亞姆茨縣負責管轄，面積35平方公里，海拔高度222米，2007年人口4,844，人口密度每平方公里137人。